# D'Urville Martin
D'Urville Martin (11 de febrero de 1939 – 28 de mayo de 1984) fue un actor estadounidense y director de cine y televisión que apareció en numerosas películas de la década de los 70 dentro del género denominado blaxploitation. También participó en dos pilotos inéditos de lo que acabaría siendo All in the Family como Lionel Jefferson, un papel que fue finalmente interpretado por Mike Evans. Nacido en Nueva York, Martin empezó su carrera a mediados de los 60 y pronto apareció en películas prominentes como Black Like Me y Guess Who's Coming to Dinner. Martin también dirigió películas como Dolemite, protagonizada por Rudy Ray Moore.

## Vida personal
D'Urville Martin nació en la ciudad de Nueva York en 1939. Tuvo una hija, Debra, con su primera mujer, Frances L. Johnson. Después de su divorcio se casó con Lillian Ferguson en 1966 y tuvo dos hijos más. Martin murió de un ataque al corazón en Los Ángeles en 1984 a la edad de 45 años.

## Carrera
El primer papel de Martin en una película fue como extra con frase en Black Like Me (1964). Después tuvo pequeños papeles en Guess Who's Coming to Dinner (1967) (como "Frankie", cuyo coche es golpeado accidentalmente) y Rosemary's Baby (1968) (como Diego, el ascensorista).
Las películas más tardías de D'Urville Martin son del género blaxploitation, empezando con The Legend of Nigger Charley en 1972 y continuando durante la década hasta que aparece en The Bear en 1983. En La Leyenda de Nigger Charley interpreta a Toby, un fugitivo amigo del Charley. Martin volvería a interpretar ese papel en las dos secuelas de la película, The Soul of Nigger Charley (1973) y Boss Nigger (1975).

## Dirigiendo
Martin dirigió en 1975 la película de Rudy Ray Moore, Dolemite. Además de dirigir la película, Martin interpreta al villano Willie Green. La película inspiró una secuela,The Human Tornado, en 1976, que no fue dirigida por Martin. En la película de 2019 sobre  Moore y el making off de la película Dolemite, Dolemite Is My Name, Martin es interpretado por Wesley Snipes, y está retratado como un participante reticente en la película, con su papel como director regularmente usurpado por Moore.